# Bird City (Kansas)
Bird City é uma cidade localizada no estado americano de Kansas, no Condado de Cheyenne.

## Demografia
Segundo o censo americano de 2000, a sua população era de 482 habitantes. 
Em 2006, foi estimada uma população de 432, um decréscimo de 50 (-10.4%).

## Geografia
De acordo com o United States Census Bureau tem uma área de 
5,8 km², dos quais 5,8 km² cobertos por terra e 0,0 km² cobertos por água.

## Localidades na vizinhança
O diagrama seguinte representa as localidades num raio de 44 km ao redor de Bird City. 